# فرخنده زردوسیاه
فرخنده زردوسیاه (Chrysothlypis chrysomelas) یک پرنده گنجشک‌سان نسبتاً کوچک است. این فرخنده در تپه‌های کاستاریکا و پاناما زندگی می‌کند.
صدای فرخنده زردوسیاه، صدایی گوش‌خراش و تکی یا مکرر است که بلندتر و سریع‌تر از فرخنده گلوسیمین است.